# 岩石區 (悉尼)

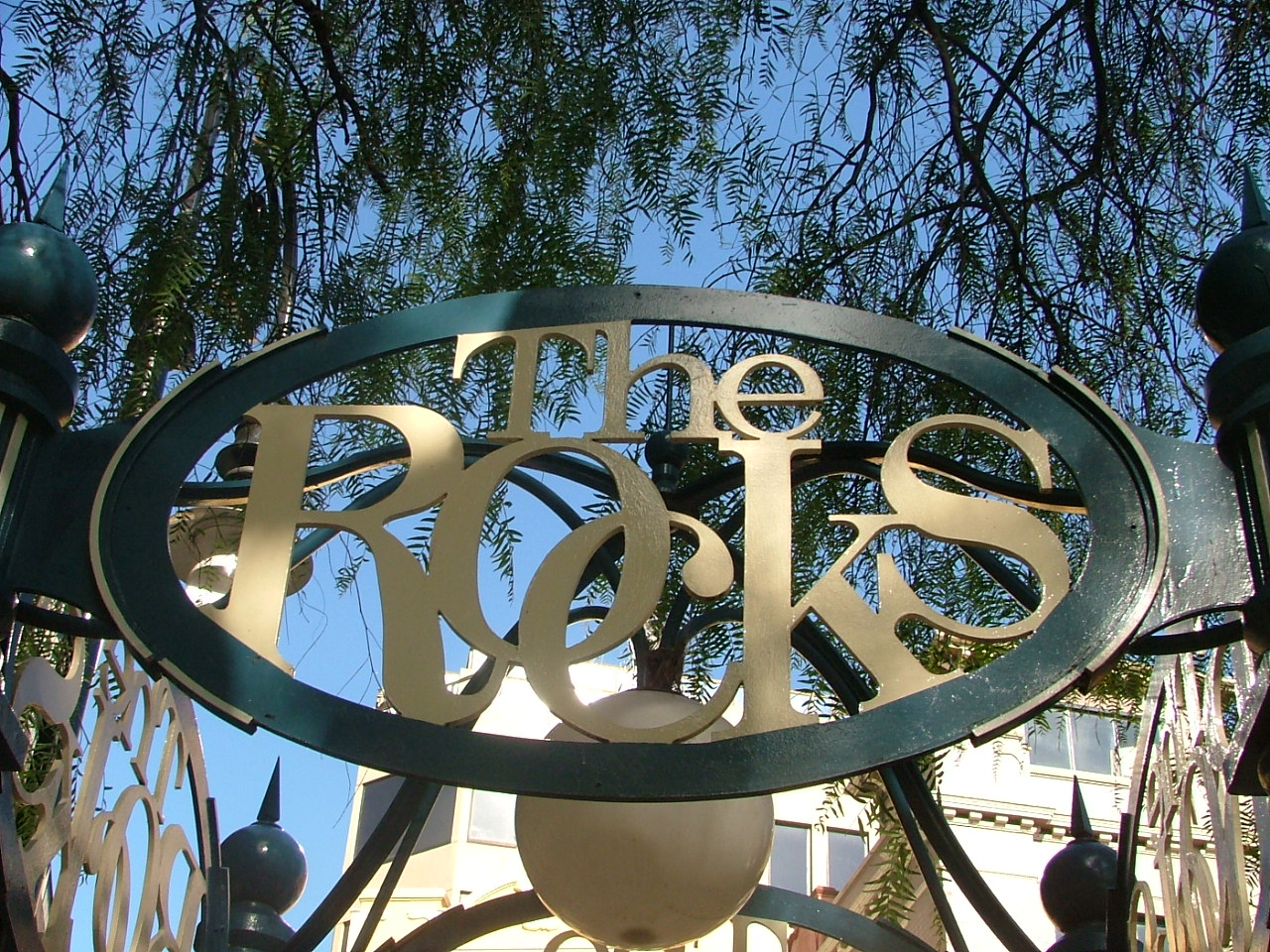
岩石区

岩石区（英語：The Rocks）是澳大利亚新南威尔士州悉尼市中心的一个集城市活动、旅游休闲及历史文化于一体的区域，该区域位于悉尼海港南部、悉尼市中心商务区西北部。该区及周边区域由悉尼市政府独立管辖，其独立管理权由新南威尔士州政府和悉尼海务局赋予。

## 历史
岩石区始建于1788年定居点建成之后。最早的建筑大多用当地的砂岩建成，这也是该地区名称的由来。该区域是悉尼最早开发的地区，曾有贫民窟之称，经常光顾的只有海员和妓女。19世纪末期，该区域被名为“Rocks Push”的组织管理。因而这坏名声也一直持续到19世纪70年代。

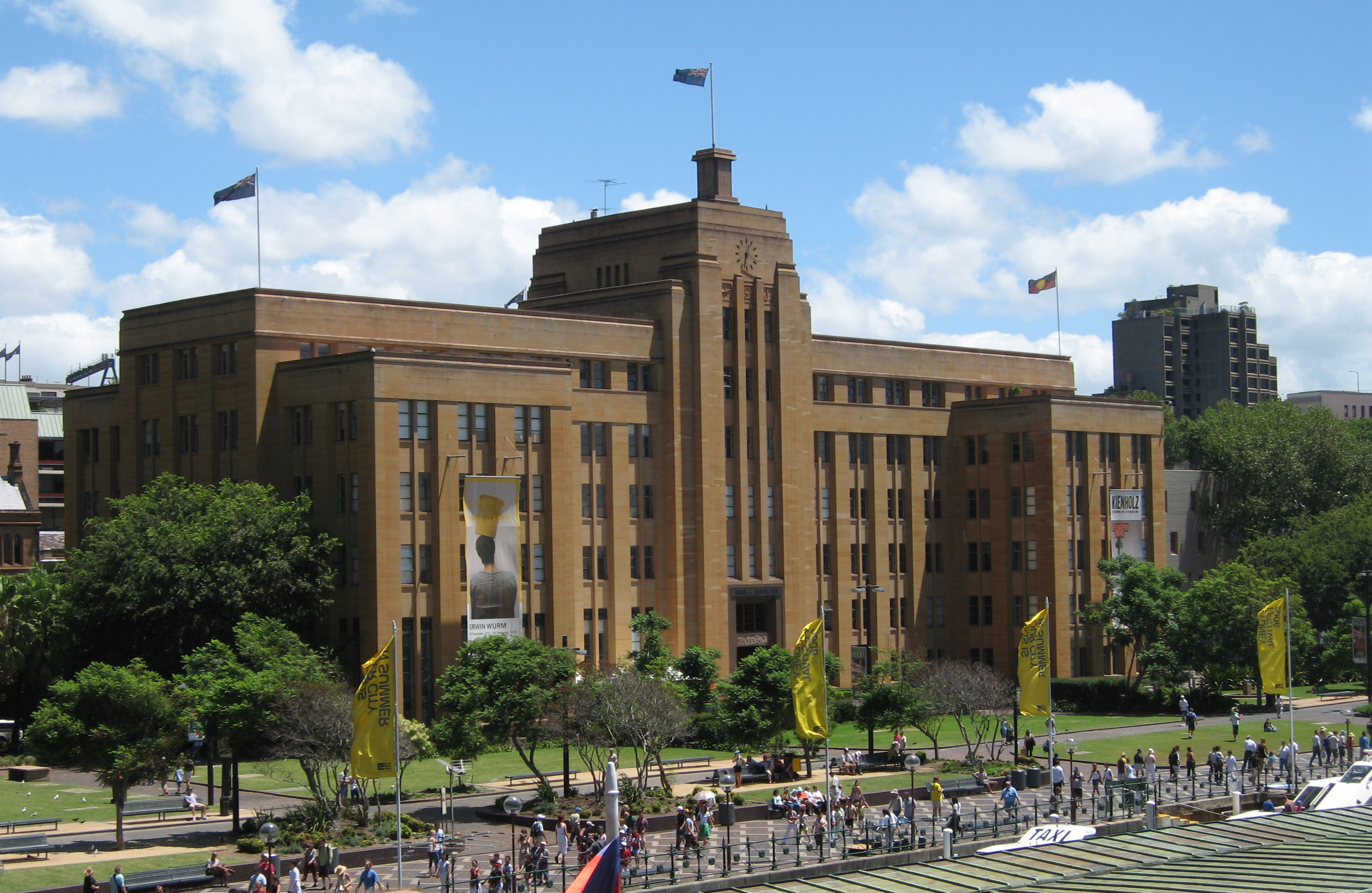
MCA 现代艺术博物馆

## 岩石区市集

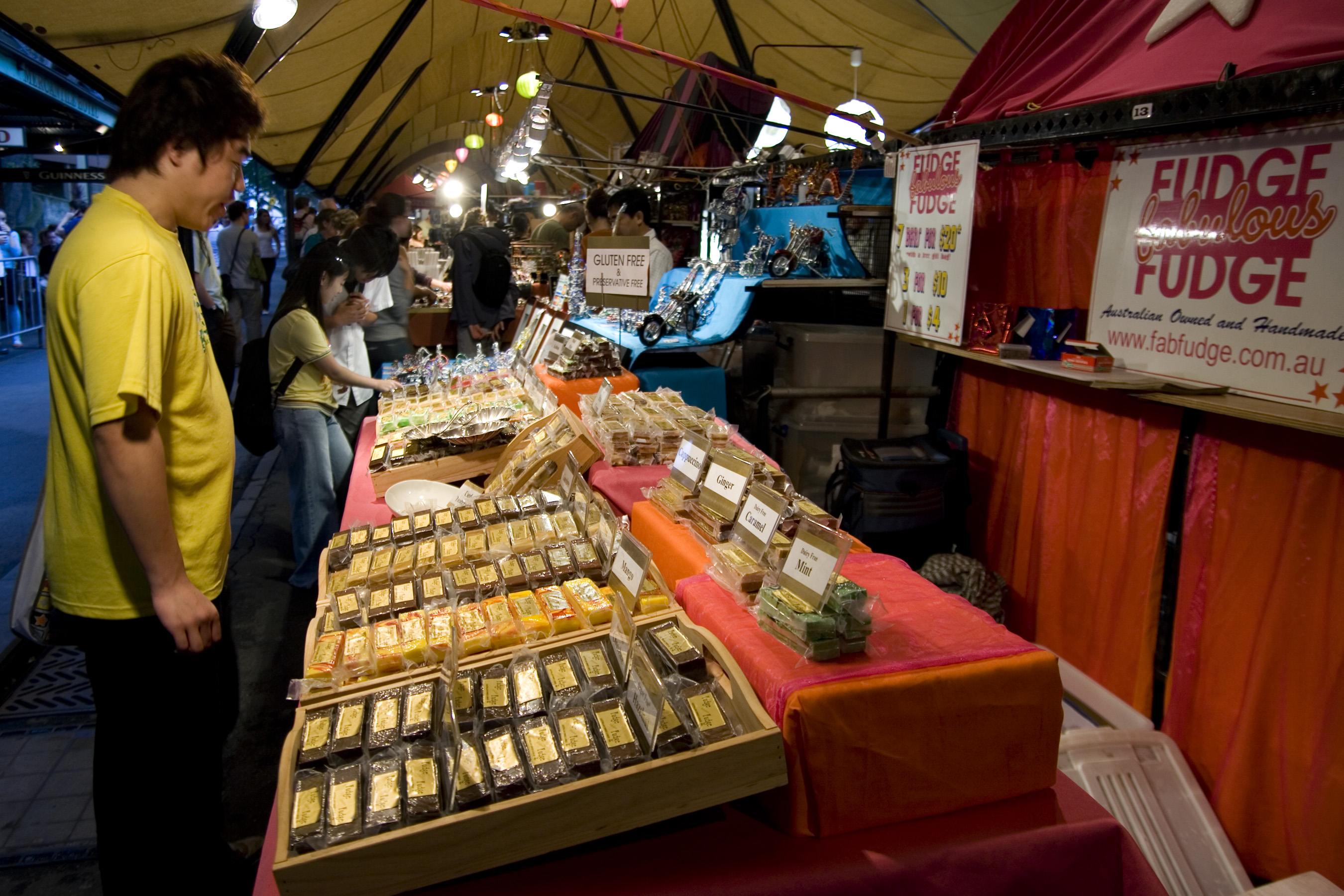
岩石区市集

毗邻环形码头、饱览悉尼地标建筑海港大桥的优美风光、拥有众多古老建筑历史文化，因而岩石区在游客中非常受欢迎。该区域的特色是那些琳琅满目的纪念品店、工艺品店、主题店以及有历史意义的酒吧。岩石区市集每周开放，有大约100个摊位。购物选择包括画廊中展出的澳洲画家的作品，比如肯·多恩和肯·邓肯；还有澳大利亚的服饰和澳宝宝石商铺等。该区域内有许多极具历史意义的建筑，如卡德曼小屋、悉尼天文台以及新南威尔士州第一个筑垒阵地---道斯角。

## 图像

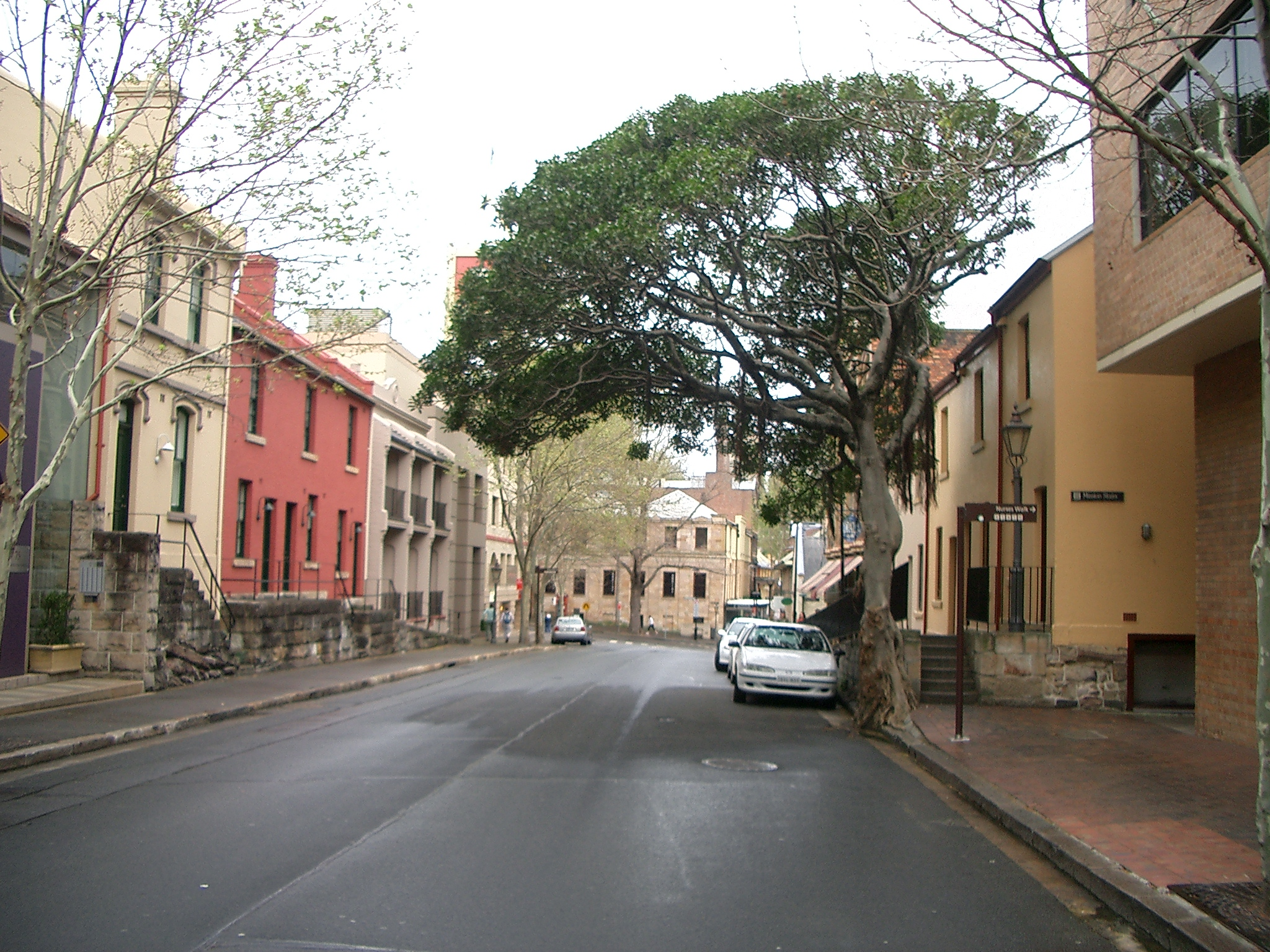
岩石区的哈灵顿街（Harrington St）
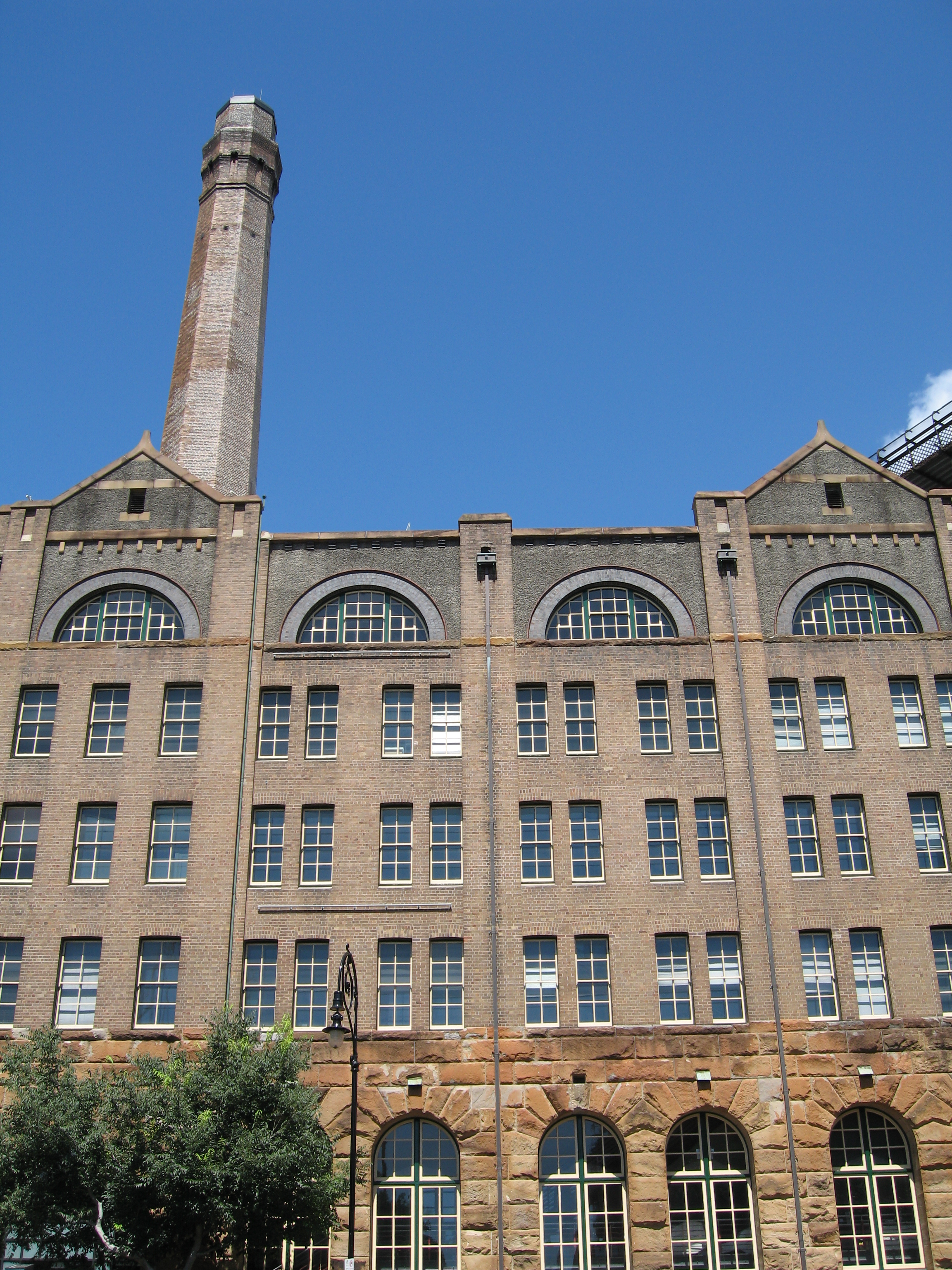
希克森街的艺术交换大厦
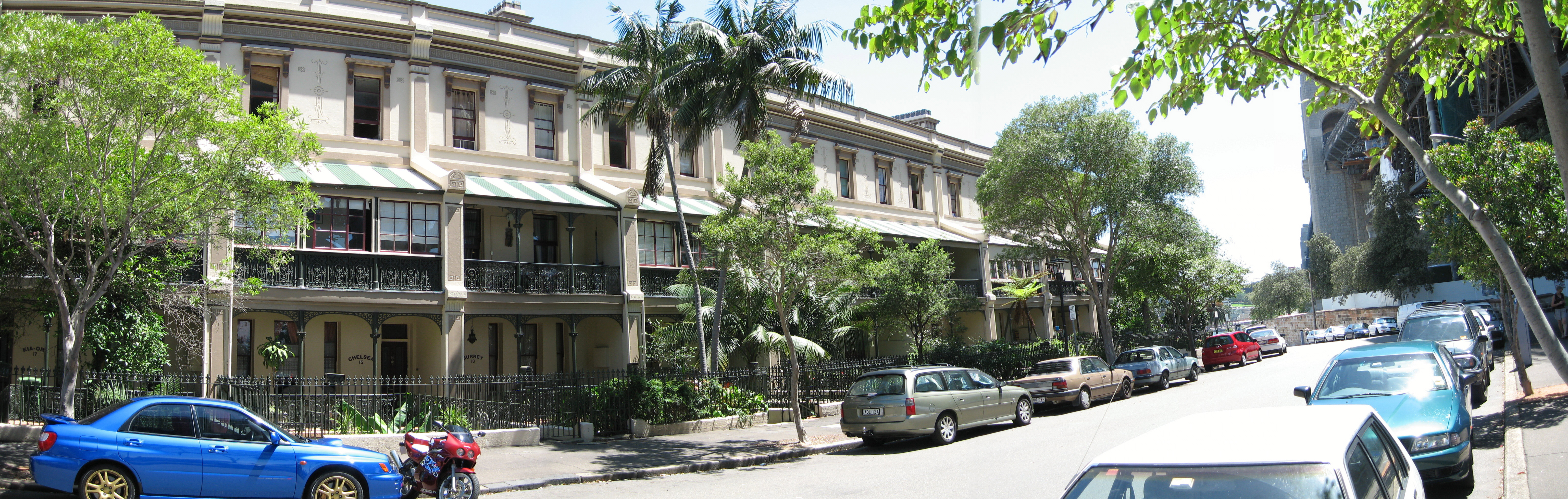
Lower Fort街的房子
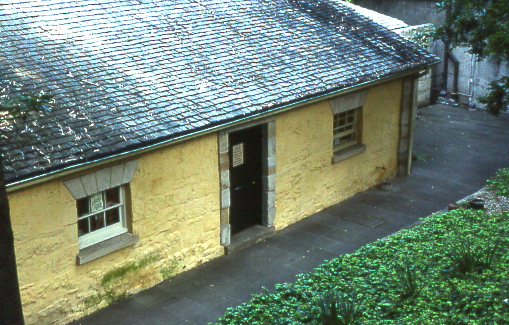
卡德曼小屋的背面, 1790
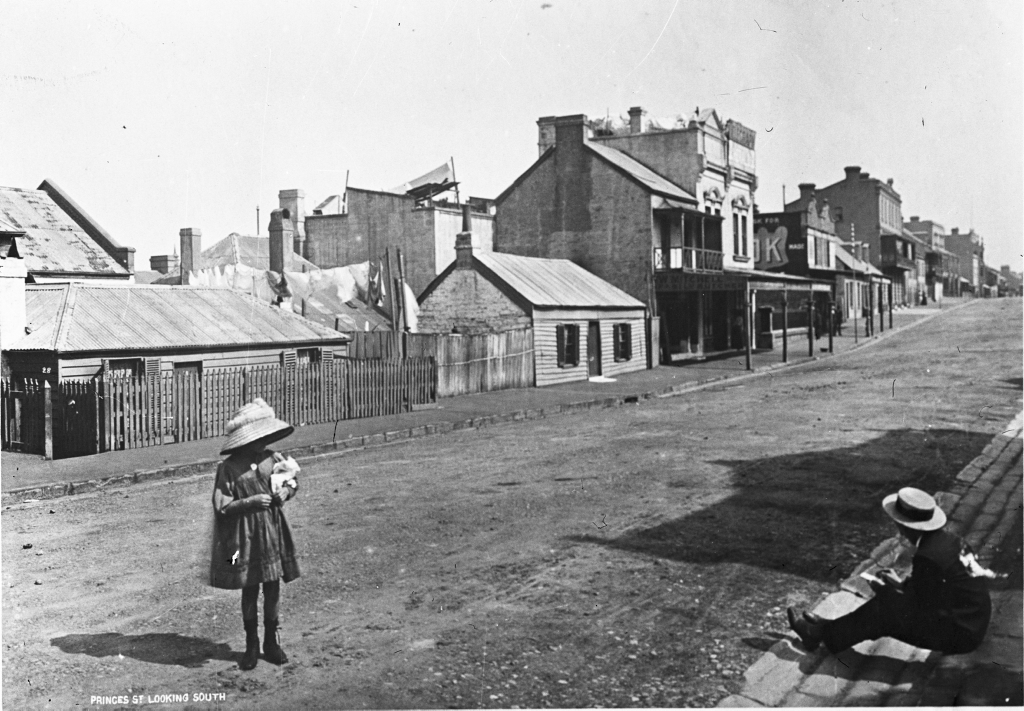
历史景象
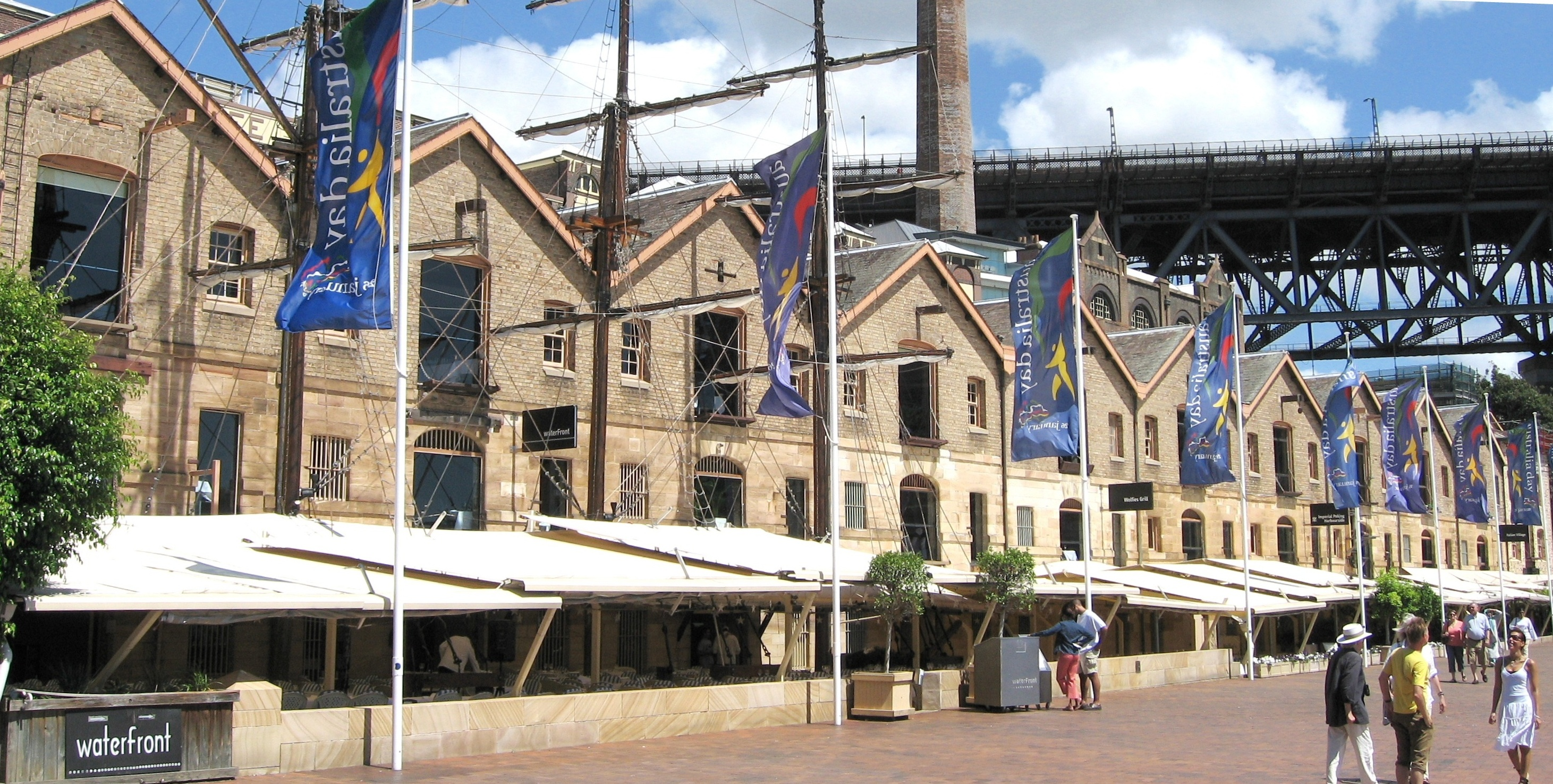
帐铃湾
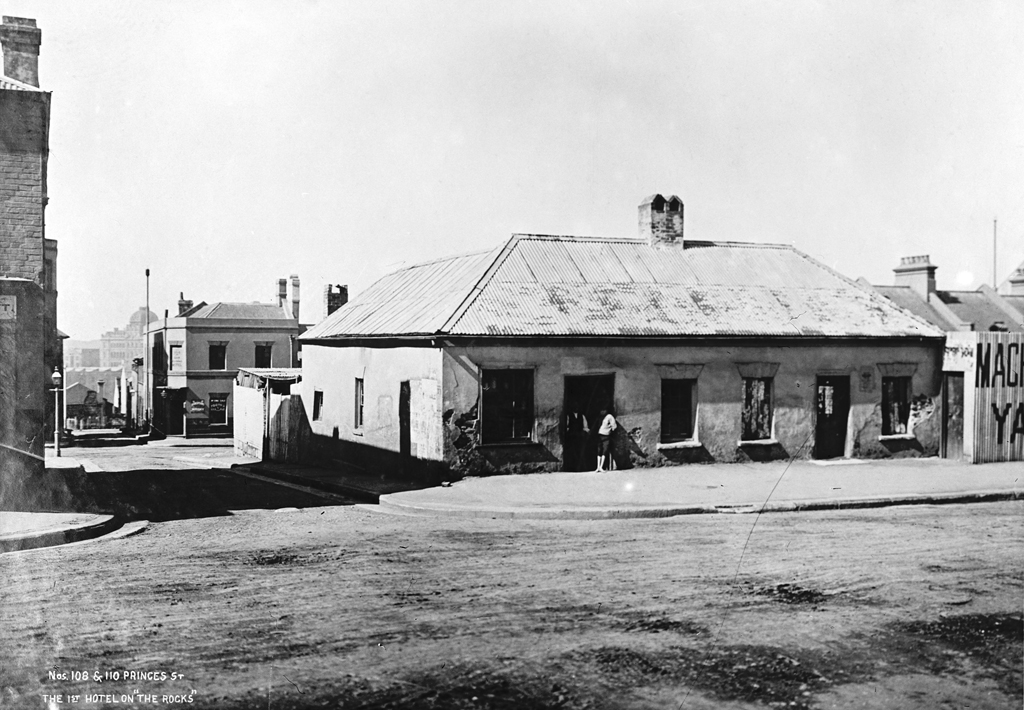
王子街——岩石区第一个酒店
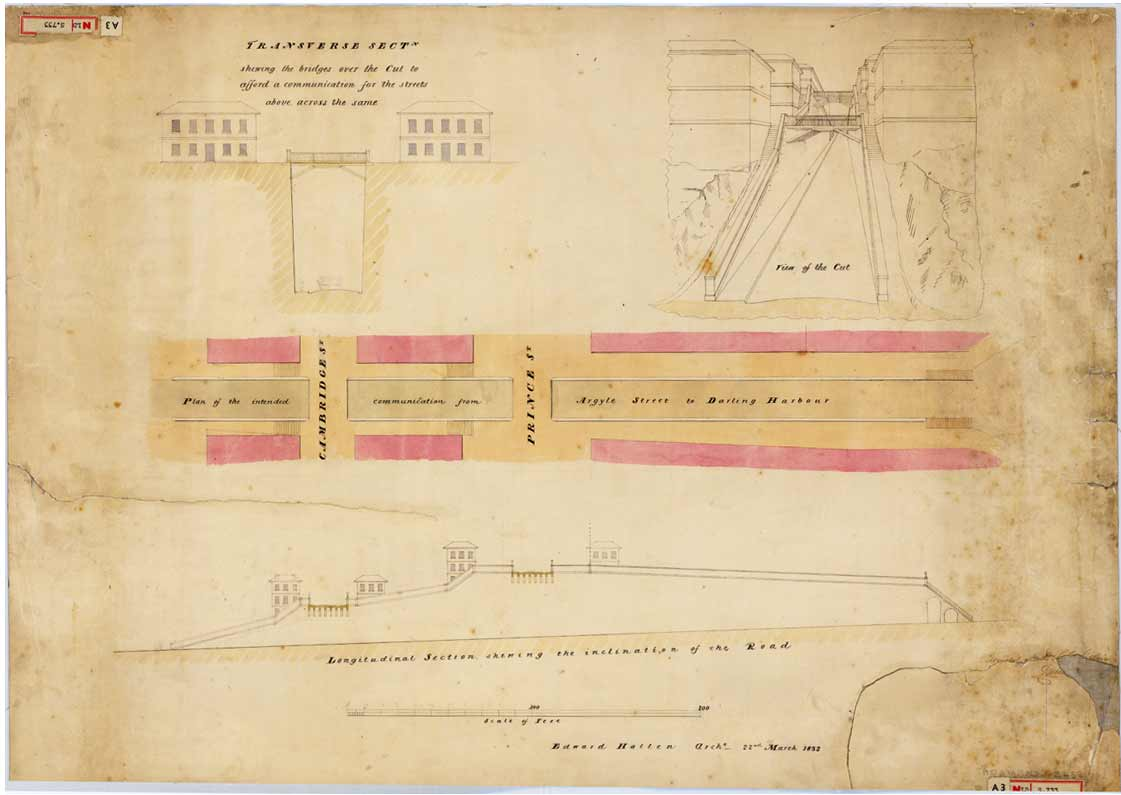
阿盖尔切口上的桥（1832年3月22日）
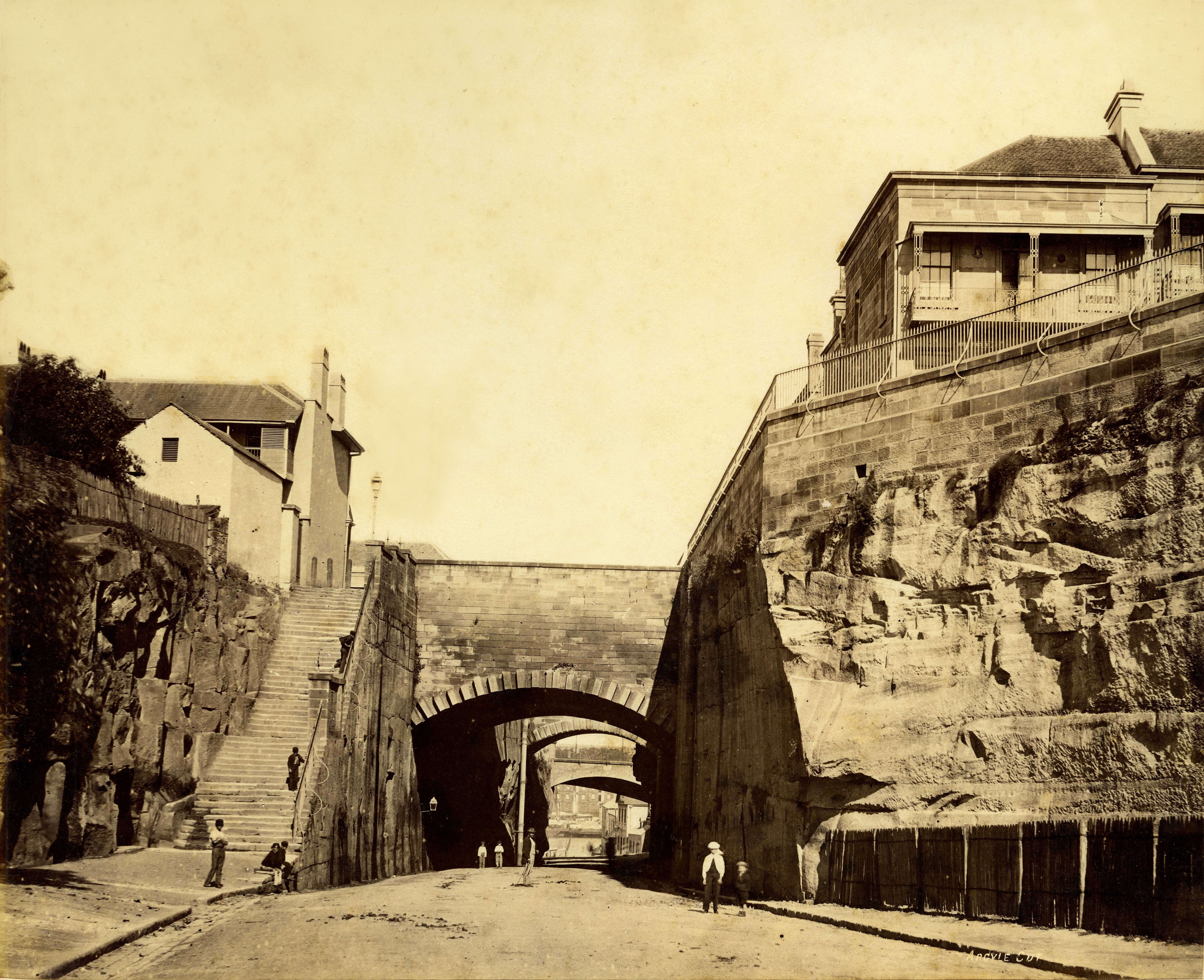
阿盖尔切口（1870年代）
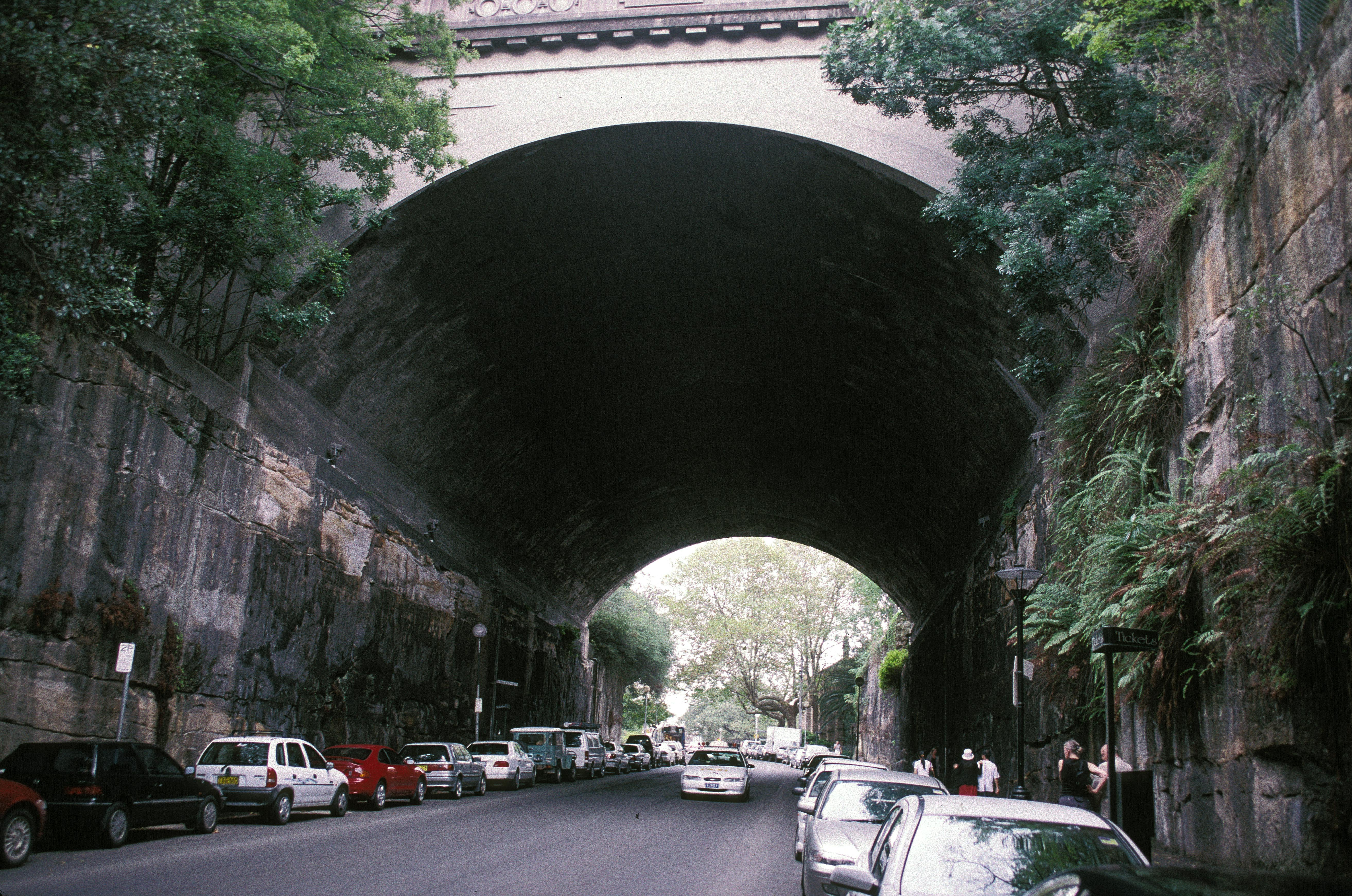
阿盖尔
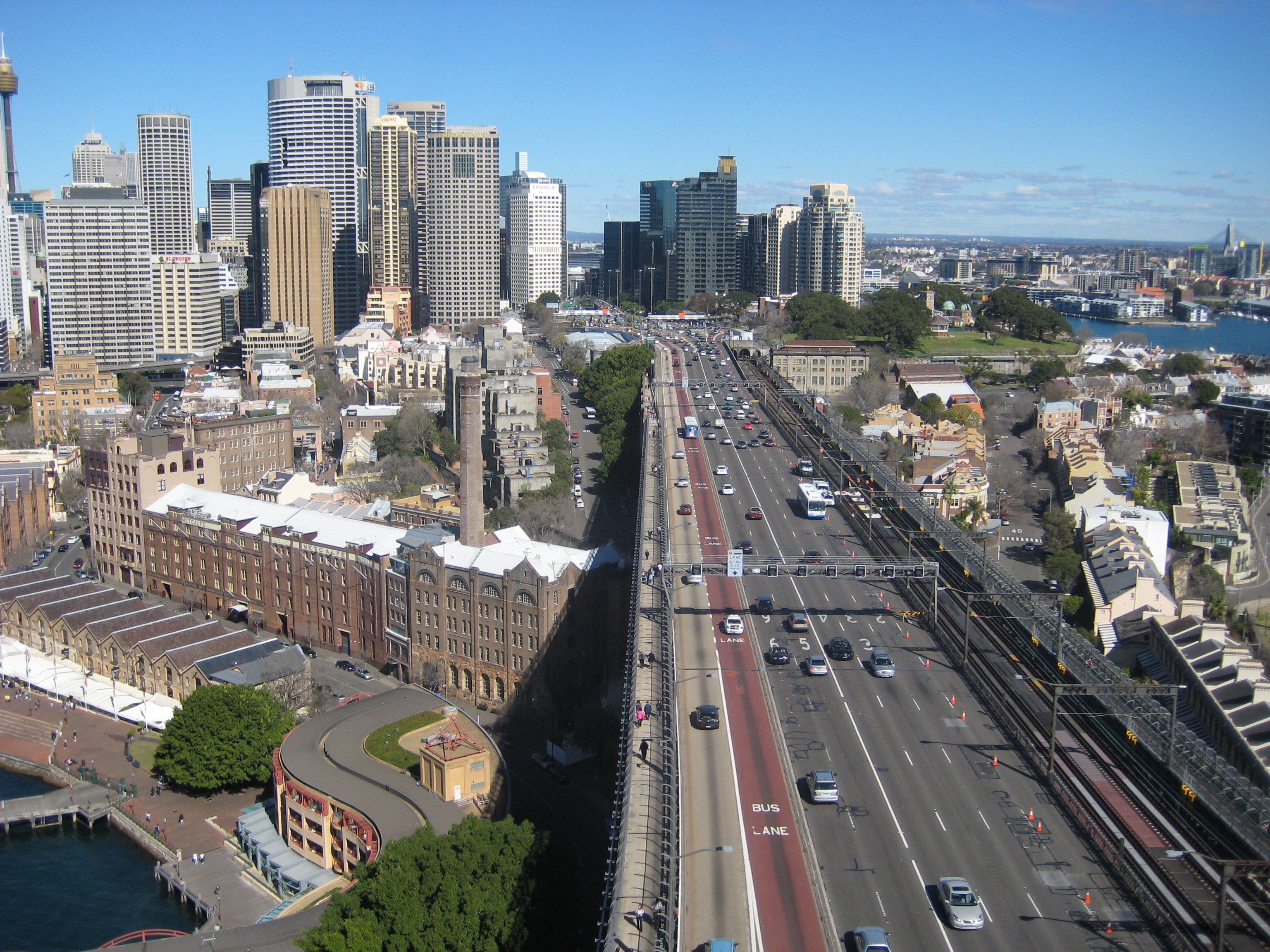
悉尼海港大桥的南头，岩石区在左边
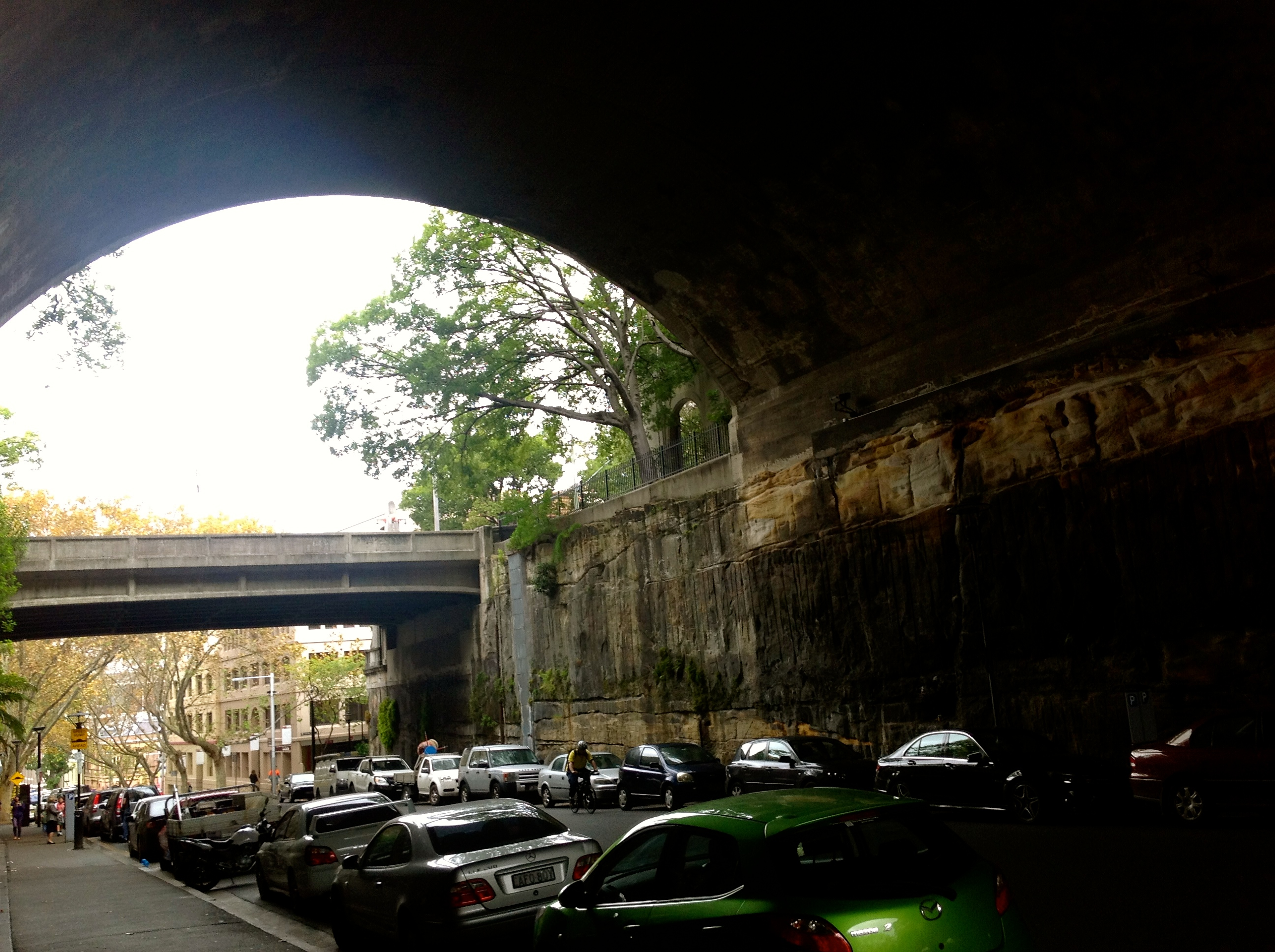
隧道内部
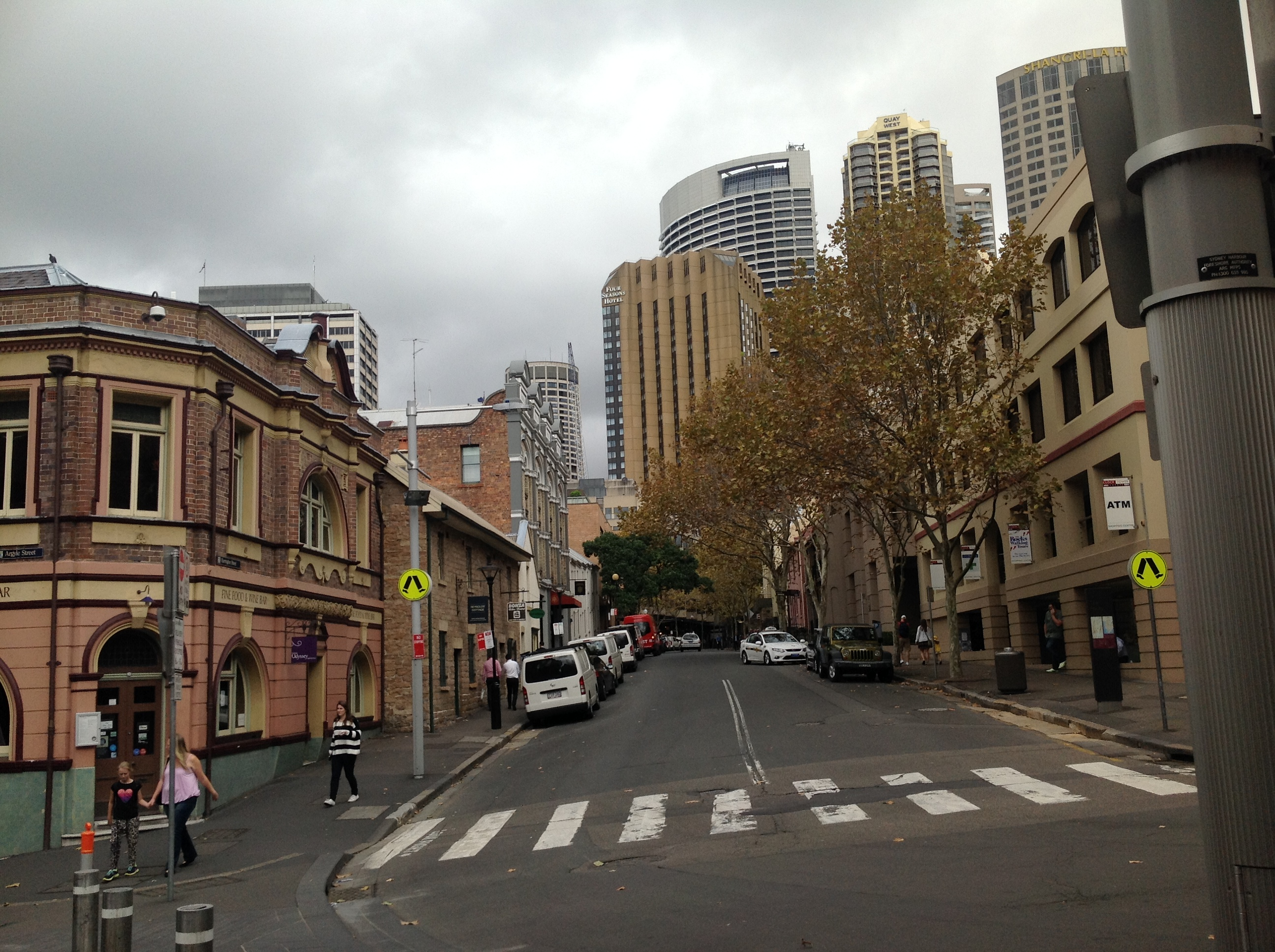
阿盖尔街（Argyle St）
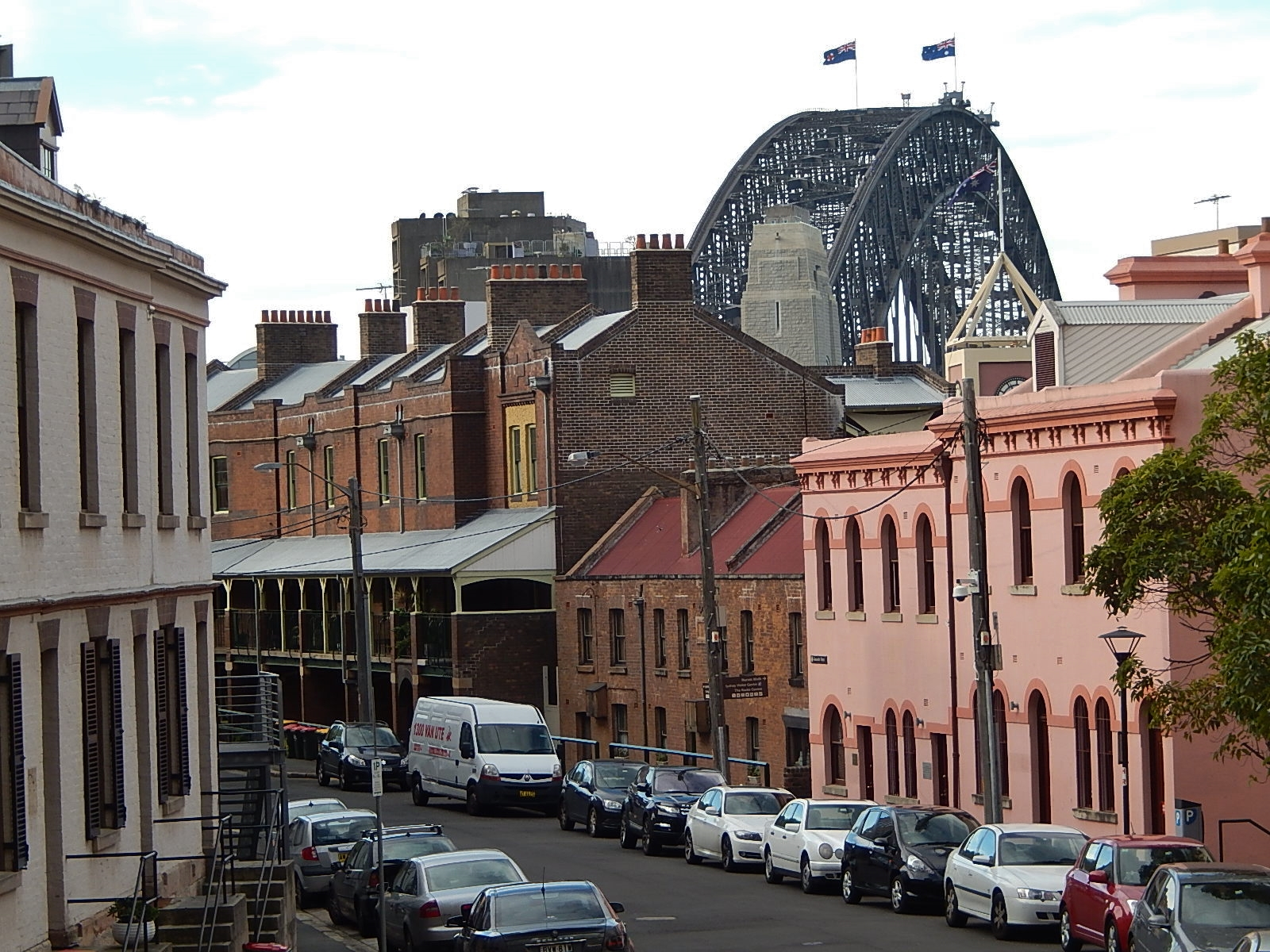
岩石区的房子
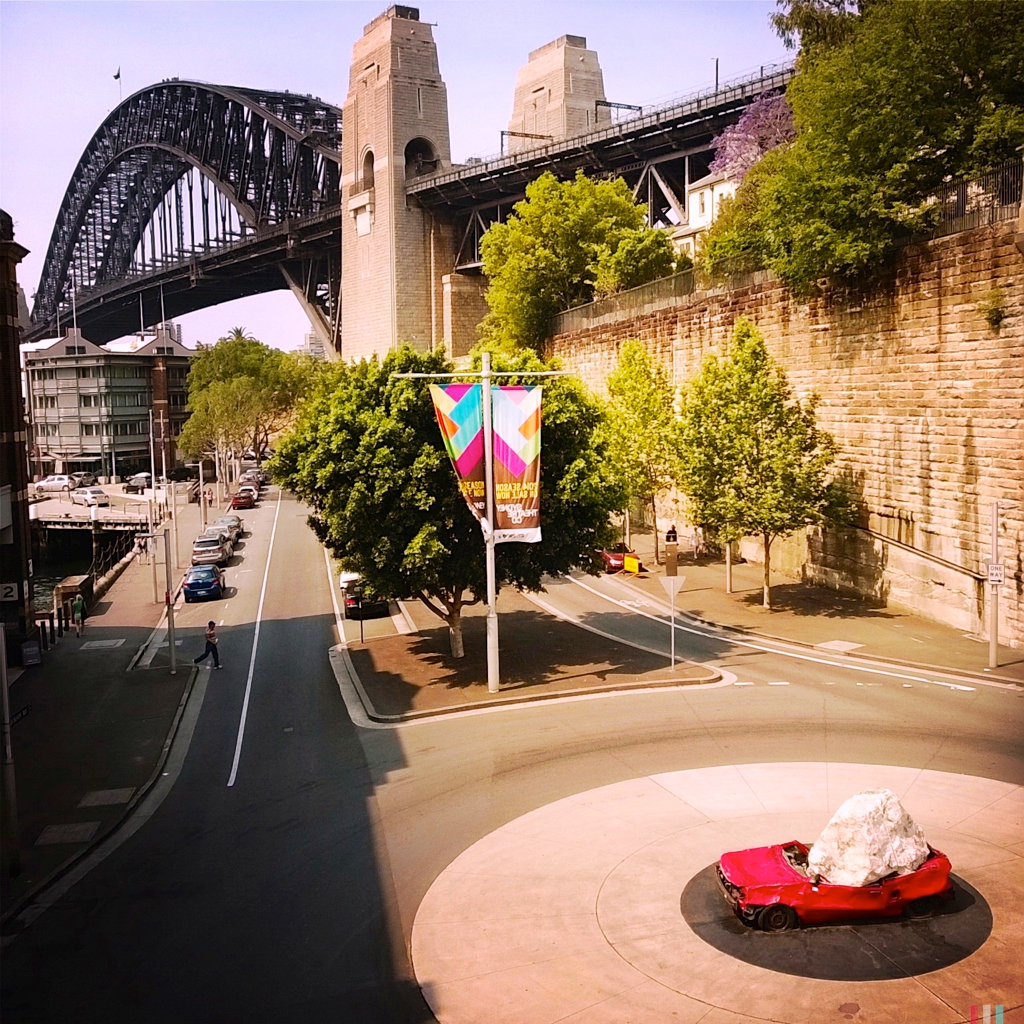
从岩石区看悉尼海港大桥
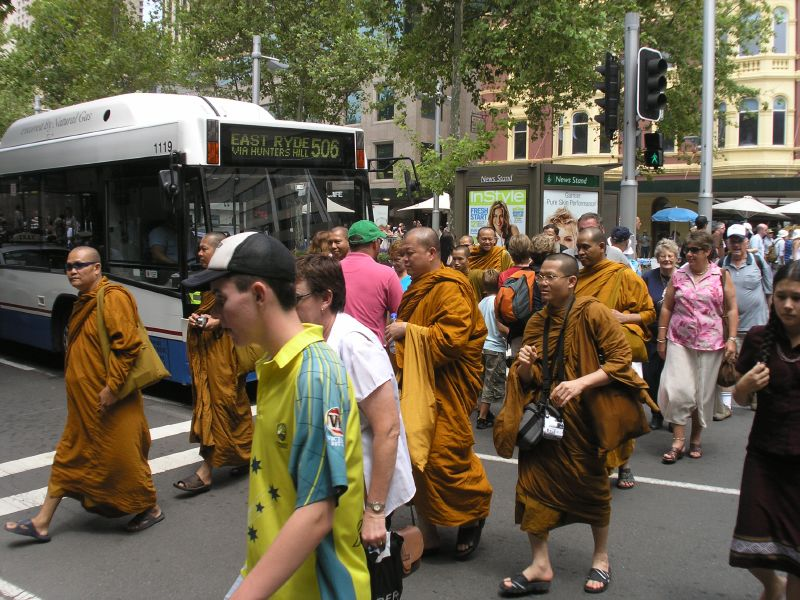
僧侣穿过岩石区

## 文学作品
- Ambrose Pratt, King of the Rocks, novel. Hutchinson, London 1900
- D. Manning Richards, Destiny in Sydney: An epic novel of convicts, Aborigines, and Chinese embroiled in the birth of Sydney, Australia, 2012.
- Grace Karskens, The Rocks: Life in Early Sydney, Melbourne University Press, 1997.